# セリーナ・ディーブ
セリーナ・ディーブ（Serena Deeb、1986年6月29日 - ）は、アメリカ合衆国の女子プロレスラー。バージニア州フェアファックス出身。

## 経歴

### デビュー
OVWレスリングスクールでトレーニングを積み、2005年11月4日デビュー。
2006年11月13日、OVW女子王座獲得。
直前の10月よりSHIMMERにも参戦。
2008年6月にはTNA初参戦。

### WWE
2009年にWWEと契約を結び、7月15日のFCWでデビュー。FCWではミア・マンチニ（Mia Mancini）を名乗り、クイーン・オブ・FCWを獲得。
2010年1月22日、スマックダウンに登場。CMパンクが率いるストレート・エッジ・ソサエティ（Straight Edge Society）に加わる。
8月20日、WWEを解雇。解雇の前に、プライベートで禁欲主義ギミックに反して飲酒を行っている姿を晒している。

### WWE解雇後 - 休業
9月11日、SHIMMER Vol.33で復帰。
2011年1月29日、SMASHで初来日。朱里、真琴と対戦した。
その後もSMASHに継続参戦し、初代SMASHディーバ王座決定トーナメントにも出場。9月8日の決勝で華名と初代王座を争うが、敗戦。
10月、脳震盪が判明し無期限休業を発表。
休業中はヨガのインストラクターをしていた。

### 復帰
2013年3月17日、TNAのPPVで復帰し、ミッキー・ジェームスとシングルも敗戦。
4月6日、Volume 53でSHIMMER復帰。
7月に2年半ぶりの来日を果たし、25日のWNCにてリン・バイロンが持つWNC女子王座に挑戦、敗れ王座ならずも、リンを負傷させて王座返上に追い込み、その王座を朱里、真琴と争うことになった。8月10日WNC鹿児島大会でWNC女子王座獲得。来日期間中はJWPにも参戦し、モーリー&中森華子の「ハートムーブ」とトリオを組んだ。JWP後楽園大会ではLeonにアイスリボン留学中のイギリス人ケーシー・オーウェンズと組んだ。

### 引退
2015年6月17日、引退を発表。7月10日、REINA後楽園大会にて行われた朱里とのシングルマッチをもって引退。引退後は米国に戻り、ふたたびヨガのインストラクターになった。
2017年に行われたメイ・ヤング・クラシックに出場、その後WWEパフォーマンスセンターのコーチとなった。
2020年4月15日、WWEが大量解雇を行い、その一人として解雇された。

### AEW
2020年9月2日、AEW・Dynamiteで現役復帰。
10月27日、サンダー・ロサを破りNWA世界女子王座を奪取。

## 得意技
デトックス
相手の頭を自身の股の間に挟み、相手が受け身が取れないように、相手の両腕を胴体背面でロックさせた状態でドリル・ア・ホール・パイルドライバーの体勢で相手を持ち上げてさらに受け身が取れないように前方に叩きつける変形フェイス・バスター。エル・ファンタズモのCRⅡと同型。
セレニティー・ロック(セリーナ・ディーブ)
仰向け状態の相手の左腕を自らの左足で相手の左腕をロックしながら反転させ、そのまま相手の左足を抱え込んで体重を掛けて締め上げる。腕極め式逆片エビ固め。セレニティーは「静けさ」意味。
マンチーニコード
カナディアン・バックブリーカーの体勢から、相手を前方に反転させフェイスバスターで叩き付ける。
スピアー
アームドラッグ
モンキーフリップ
コブラツイスト

## 獲得タイトル

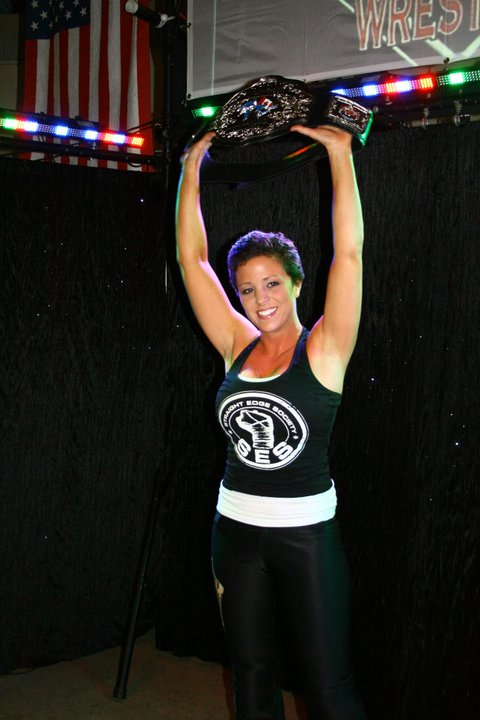
GLCW女子王座獲得

- クイーン・オブ・FCW
- GLCW女子王座
- MCW女子王座
- OVW女子王座
- NWAフランス女子王座
- WNC女子王座
- NWA世界女子王座